# 1941
1941 كانت سنة بسيطة تبدأ يوم الأربعاء من التقويم الميلادي، والعام 941 من الألفية الثانية، والعام 41 من القرن العشرين، والعام الثاني من عقد الأربعينيات.

## أحداث
- تأسيس مدينة سيوداد أوجيدا [الإنجليزية] وتقع حاليا في فنزويلا.
- تأسيس مدينة كريات يام.
- حصار طبرق في الفترة ما بين 10 أبريل و27 نوفمبر.
- 8 سبتمبر: بدء حصار لينينغراد والذي استمر إلى 27 يناير 1944.
- 30 أكتوبر: بدء حصار سيفاستوبول والذي استمر إلى 4 يوليو 1942.
- بداية الحرب العالمية الثانية في يوغوسلافيا في 6 أبريل 1941 والتي انتهت في 15 مايو 1945.
- وقوع الحرب الأنجلو-عراقية بداية من 2 مايو 1941 إلى 31 مايو 1941.
- نهاية الحرب الفرنسية التايلندية في 9 مايو 1941 والتي بدأت في 1 أكتوبر 1940.
- بداية الحرب السوفيتية الألمانية في 22 يونيو 1941 والتي انتهت في 7 مايو 1945.
- بداية الحرب السوفيتية الألمانية في 22 يونيو 1941 والتي انتهت في 21 يناير 1955.
- بداية حرب الاستمرار في 25 يونيو 1941 والتي انتهت في 19 سبتمبر 1944.
- بداية الحرب الإكوادورية-البيروفية في 5 يوليو 1941 والتي انتهت في 29 يناير 1942.
- بداية حرب المحيط الهادي في 7 ديسمبر 1941 والتي انتهت في 2 سبتمبر 1945.
- بداية مسرح عمليات جنوب شرق آسيا في الحرب العالمية الثانية في 8 ديسمبر 1941 والتي انتهت في 9 سبتمبر 1945.

### يناير
- 6 يناير - الرئيس الأمريكي فرانكلين روزفلت يلقي خطاب تحدث فيه عن حقوق الإنسان وسمي هذا الخطاب خطاب الحريات الأربع.

### يونيو
- 23 يونيو - مأساة الرفاه.

### سبتمبر
- 16 سبتمبر - المشير النازي فيلهلم كايتل يأمر بقتل 50 شيوعيًا عن كل جندي ألماني جريح وقتل 100 منهم عن كل جندي ألماني قتيل.

## مواليد
- إبراهيم بن محمد العواجي - شاعر سعودي.
- صالح كامل - رجل أعمال سعودي.

### يناير
- 1 يناير - عيسى أحمد قاسم، عالم دين مسلم شيعي بحريني، وناشط سياسي واجتماعي في البحرين، والمرشد لجمعية الوفاق البحرينية.
- 5 يناير - هاياو ميازاكي،كاتب رسوم متحركة ياباني .
- 12 يناير - لونغ جون بولدري، مغني بريطاني وممثل صوتي.

### فبراير
- 12 فبراير - أويمورا ناؤمي، مغامر ياباني.

### مارس
- 13 مارس - محمود درويش، شاعر فلسطيني.

### أبريل
- 22 أبريل - حسام تحسين بك، ممثل سوري.
- 23 أبريل - راي توملينسون، مبرمج أمريكي، وصاحب فكرة البريد الإلكتروني.

### مايو
- 2 مايو - فرانشيسكو سكوليو مدرب إيطالي.

### أغسطس
- 1 أغسطس - كاتسنوسكي هوري، مؤدي أصوات ياباني.

### أكتوبر
- 8 أكتوبر - السياسي جيسي جاكسون.

### نوفمبر
- 23 نوفمبر - الشاعر والمسرحي السوري ممدوح عدوان.
- 24 نوفمبر - عبد القادر بن صالح، دبلوماسي وسياسي جزائري.

### ديسمبر
- 7 ديسمبر - أحمد محمد الصديق، شاعر فلسطيني.
- 10 ديسمبر - ساكاموتو كيو، مغني ياباني.

## وفيات
- آدا فون فوس
- ألفونسو الثالث عشر من إسبانيا
- أمين سامي
- أوسكار لوركه
- إبراهيم أطيمش
- إغنيس جان بادروسكي
- إل ليسيتزكي
- بادن باول
- بانجو باترسون
- بول ساباتييه
- تشارلز فويسي (معماري)
- جورج أنطونيوس
- جورج كوبر باردي
- جورج كوغهيل
- جون ستانلي بلاسكيت
- جيمز جويس
- رابندراناث طاغور
- صالح السويسي
- طلعت حرب
- عبد الحميد بن باديس
- فالتر هيرمان نيرنست
- فرجينيا وولف
- فردريك بانتنغ
- فيرنر مولديرز
- فيلهلم الثاني آخر إمبراطور ألماني
- كارين بوي
- كريس واتسون
- لودنيج كويد
- لويس شيفروليه
- محمد بوراس
- موريس لوبلان
- مي زيادة
- نيكولاي لادوفيسكي
- هانس سبيمان
- هنري برجسون
- واثق بك العظم
- ويليام دورانت
- 8 مارس - شيروود أندرسون، روائي وقاص أميريكي.
- 2 مايو - إبراهيم طوقان

## نال جائزة نوبل
- في الفيزياء – محجوبة بسبب الحرب.
- في الكيمياء – محجوبة بسبب الحرب.
- في الطب – محجوبة بسبب الحرب.
- في الأدب – محجوبة بسبب الحرب.
- في السلام – محجوبة بسبب الحرب.